# Seychellbulbyl
Seychellbulbyl (Hypsipetes crassirostris) är en fågel i familjen bulbyler inom ordningen tättingar.

## Utseende och läte
Seychellbulbylen är en medelstor grå fågel med svart hjässa och morotsfärgad näbb. Sången består av en omelodisk serieo med skallrande och skrapiga ljud. Bland lätena hörs ett "chek" och ett långt gny. 

## Utbredning och systematik
Fågeln förekommer enbart i Seychellerna på öarna Mahé, Praslin och Félicité. Den behandlas som monotypisk, det vill säga att den inte delas in i några underarter.

## Levnadssätt
Seychellbulbylen hittas i stort sett i alla miljöer, så länge det finns träd, bland annat skog, buskmarker, plantage och kring byar. Den ses ofta i små ljudliga grupper.

## Status
Seychellbulbylen har ett begränsat utbredningsområde, men beståndet anses vara stabilt. Internationella naturvårdsunionen IUCN kategoriserar arten som livskraftig.